# Johan Adolf Krajenbrink
Johan Adolf Krajenbrink (Arnhem, 10 juli 1816 - Karawang, 3 juli 1881) was een Nederlands waterbouwkundige en planter, werkzaam in Nederlands-Indië.
Hij werd in 1841 tot ambtenaar van de waterstaat in Nederlands-Indië benoemd en werd in 1844 ingenieur 3e klasse. Van 1843 tot 1848 was hij gedetacheerd bij het departement der cultures te Batavia, daarna was hij geplaatst te Cheribon.
De promotie bij de waterstaat in Indië was onder gouverneur-generaal Rochussen en in het begin van het bewind van zijn opvolger Albertus Duymaer van Twist zeer slecht. Hierin kwam pas verandering in toen deze in 1853 Gerhard Uhlenbeck tot hoofd van de waterstaat aanstelde. Maar voor die tijd had Krajenbrink al verlof naar Europa gevraagd, hetgeen hem in het begin van 1852 verleend werd. En omdat hij niets van de plannen van Uhlenbeck wist, verzocht hij ontslag uit de Rijksdienst. Dat werd hem op 8 november 1852 eervol verleend. Hij werd bij zijn terugkomst in Indië koffieplanter te Teluk Jambi bij Karawang (west Java). Hij verkreeg in 1862 vergunning het beroep van landmeter uit te oefenen.
In 1864 is de Kamer van Koophandel van Batavia opgericht; Krajenbrink was een van de zeven leden van het bestuur. In deze functie heeft hij geijverd voor een vaarweg tussen Batavia en Karawang, dit plan bleek echter te duur te zijn. Hij maakte ook (onderbouwd met berekeningen) bezwaar dat Europeanen in Nederlands-Indië meer belasting moesten betalen dan inwoners van Nederland.
Hij heeft naast waterbouw en landbouw ook met allerlei andere zaken bezig gehouden, zoals promotie van een medicijn tegen cholera op basis van ammoniak.
In 1874 begon hij met hulp van de Nederlandsche Handelmaatschappij een tabaksonderneming, waarbij hij 2/3 van de winst voor zich bedong, terwijl de factorij van de NHM te Batavia de consignatie zou hebben.
Hij is ook de eerste die met een plan voor een haven bij Tanjong Priok gekomen is. 

## Privé
Hij trouwde "met de handschoen" in Tiel op 9 oktober 1844 met Johanna Willemina van der Veen.
In nogal wat bronnen wordt ten onrechte als zijn overlijdensjaar 1877 genoemd. De familie heeft zijn overlijden gemeld in een krantenannonce van 18 juli 1881. Zijn tweede voornaam wordt soms met ph gespeld, maar stukken van de burgerlijke stand gebruiken de spelling Adolf.
- Biografisch Portaal: 83559821
- Virtual International Authority File: 4038188